# 米高·W·史密夫
米高·惠特克·史密夫 （英語：Michael Whitaker Smith，1957年10月7日—）。出生於美國西維吉尼亞州，美國歌手、吉他手、流行歌曲作者和電子鍵盤彈奏手。他是美國的当代基督教音乐（Contemporary Christian music， CCM）樂壇過去這二十年以來名聲最響亮、最具有號召力的人之一。米高曾經奪得三個格林美獎（Grammy Awards）、一個美國音樂獎和三十六個聖鴿獎 （GMA Dove Award），還被Keyboard雜誌列為搖滾音樂界中最佳鍵盤手之一。在過去二十四年的音樂生涯中，米高的專輯銷量已經超過一千五百萬張。其中有二十九首歌曲為冠軍歌曲，十六張專輯為金專輯，五張專輯為白金專輯。美國音樂獎頒獎典禮台灣的唱片代理商曾經特別為他加上一個「成人抒情歌壇白馬王子」的封號。People雜誌曾經評選米高為全世界50位最俊美名人之一的創作歌手。米高最新的專輯《Sovereign》己於2014年5月發行。

## 出生及成長
米高出生於美國西維吉尼亞州。父親是個煉油廠的工人，母親是一個宴會籌備人。米高的家境非常普通，並沒有多少音樂背景。由於受到父親的影響，米高曾經加入過未成年的籃球聯盟。米高的音樂興趣源於教會，他在教會內學習了鋼琴和隨教會合唱團演唱。在十三歲時，米高有一種「強烈的心靈感覺」，這令他成為一個虔誠的的基督徒。米高回憶起：「我在頸上戴著這個大的十字架。對我來說，這是這麼的真實。」 （"I wore this big cross around my neck," he would recall, "It was very real to me."）米高開始閱讀和學習《聖經》，他尋找了一群年紀較老的朋友，一起向耶穌基督分享自己的承諾和承擔的義務。那些都是米高開心的往事。

## 獎項及榮譽

### 格林美獎
- 2004 《Worship Again》 – 最佳流行福音專輯 （Best Pop/Contemporary Gospel Album）
- 1995 《I'll Lead You Home》 – 最佳流行福音專輯 （Best Pop/Contemporary Gospel Album）
- 1984 《Michael W. Smith 2》 – 最佳福音男歌手 （Best Gospel Performance, Male）

### 格林美獎提名
- 2007 《Stand》 – 最佳流行福音專輯 （Best Pop/Contemporary Gospel Album）
- 2006 《Healing Rain》 – 最佳流行福音專輯 （Best Pop/Contemporary Gospel Album）
- 2002 《Worship》 – 最佳流行福音專輯 （Best Pop/Contemporary Gospel Album）
- 2000 《This Is Your Time》 – 最佳流行福音專輯 （Best Pop/Contemporary Gospel Album）
- 1998 《Live the Life》 – 最佳現代流行福音專輯 （Best Pop/Contemporary Gospel Album）
- 1990 《Go West Young Man》 – 最佳福音專輯 （Best Pop Gospel Album）
- 1989 《Holy, Holy, Holy》 –  最佳福音男歌手 （Best Gospel Vocal Performance, Male）（歌曲來自Our Hymns, Word Gospel）
- 1988 《I 2（Eye）》 – 最佳福音男歌手 （Best Gospel Performance, Male）
- 1986 《The Big Picture》 – 最佳福音男歌手 （Best Gospel Performance, Male）
- 1983 《Michael W. Smith Project》 – 最佳福音男歌手 （Best Gospel Performance, Male）

### 聖鴿獎
- 2009 年度最佳讚美敬拜專輯 （Praise & Worship Album of the Year）
- 2009 年度最佳勵志歌曲 （Inspirational Recorded Song of the Year） – 《A New Hallelujah》 （歌手）
- 2008 年度最佳聖誕節專輯 （Christmas Album of the Year）
- 2003 年度最佳歌手 （Artist of the Year）
- 2003 年度最佳男歌手 （Male Vocalist of the Year）
- 2003 年度最佳專輯 （Album of the Year） – 《Worship Again》 （製片人，歌手）
- 2003 年度音樂錄影帶長片 （Long Form Music Video of the Year） – 《Worship DVD/Video》 （製片人，歌手）
- 2002 年度最佳歌手 （Artist of the Year）
- 2002 年度最佳專輯 （Album of the Year） – 《Worship》 （製片人，歌手）
- 2002 年度最佳演奏專輯 （Instrumental Album of the Year） – 《Freedom》 （製片人，歌手）
- 2002 年度最佳演奏專輯 （Instrumental Album of the Year） – 《Freedom》 （製片人，歌手）
- 2002 年度最佳演奏錄音歌曲 （Inspirational Recorded Song of the Year） – 《Above All》 （歌手）
- 2001 年度最佳兒童專輯 （Youth/Children's Musical Album of the Year） – 《Friends 4 Ever》 （歌手）
- 2001 年度流行福音專輯 （Pop/Contemporary Album of the Year） – 《This is Your Time》 （製片人，歌手）
- 2000 年度最佳歌曲 （Song of the Year） – 《This is Your Time》 （歌手）
- 2000 年度最佳作曲家 （Songwriter of the Year）
- 2000 年度音樂錄影帶短片 （Short Form Music Video of the Year） – 《This is Your Time》 （歌手）
- 1999 年度最佳歌手 （Artist of the Year）
- 1999 年度最佳製片人 （Producer of the Year）
- 1999 年度流行福音專輯 （Pop/Contemporary Album of the Year） – 《Live the Life》 （製片人，歌手）
- 1999 年度特殊事件專輯獎 （Special Event Album of the Year） – 《出埃及記（Exodus）》 （歌手）
- 1998 年度特殊事件專輯獎 （Special Event Album of the Year） – 《God With Us》 （A Celebration of Christmas Carols and Classics）  （歌手）
- 1998 年度最佳兒童專輯 （Children's Music Album of the Year） – 《Sing Me to Sleep Daddy》 （歌手）
- 1997 年度特殊事件專輯獎 （Special Event Album of the Year） – 《Tribute》 The Songs of Andre Crouch （歌手）
- 1996 年度最佳作曲家 （Songwriter of the Year）
- 1996 年度特殊事件專輯獎 （Special Event Album of the Year） – 《My Utmost For His Highest》 （歌手）
- 1995 年度最佳專輯 （Musical Album of the Year） – 《Living on the Edge》 （歌手）
- 1994 年度最佳讚美敬拜專輯 （Praise and Worship Album of the Year） – 《Songs From the Loft》 （歌手）
- 1992 年度最佳歌曲 （Song of the Year） – 《Place in this World》 （歌手）
- 1992 年度最佳專輯 （Musical Album of the Year） – 《The Big Picture》 （歌手）
- 1992 年度讚美詩歌合輯 （Choral Collection of the Year） – 《The Michael W. Smith Collection》 （歌手）
- 1991 年度流行福音專輯 （Pop/Contemporary Album of the Year） – 《Go West Young Man》 （製片人，歌手）
- 1990 年度音樂錄影帶短片 （Short Form Music Video of the Year） – 《I Miss the Way》 （歌手）
- 1988 年度音樂錄影帶長片 （Long Form Music Video of the Year） – 《The Big Picture Tour Video》 （歌手）
- 1987 年度流行福音專輯 （Pop/Contemporary Album of the Year） – 《The Big Picture》 （製片人，歌手）
- 1985 年度最佳作曲家 （Songwriter of the Year）

## 外部連結
- Michael W. Smith 官方網站 （页面存档备份，存于）
- Michael W. Smith's archive (contains one-minute samples of all tracks)
- Reunion Records' website （页面存档备份，存于）
- Rocketown Records （页面存档备份，存于）
- Michael W. Smith Lyrics （页面存档备份，存于）
- Michael W. Smith （页面存档备份，存于） at the Internet Movie Database
- Interview about his charitable work
- Michael W. Smith guitar tabs （页面存档备份，存于）
- （页面存档备份，存于） Transcript of February 10, 2006 interview with Larry King